# Каррион, Энрике
Энрике Каррион Оливарес (исп. Enrique Carrión Olivares; 11 октября 1967, Сантьяго-де-Куба) — кубинский боксёр, представитель легчайшей и полулёгкой весовых категорий. Выступал за сборную Кубы по боксу в 1980-х и 1990-х годах, чемпион мира, чемпион Панамериканских игр, двукратный чемпион Игр Центральной Америки и Карибского бассейна, серебряный призёр Игр доброй воли, победитель и призёр многих турниров международного значения.

## Биография
Энрике Каррион родился 11 октября 1967 года в Сантьяго-де-Куба.
Впервые заявил о себе в боксе в сезоне 1985 года, когда в зачёте легчайшей весовой категории завоевал бронзовые медали на чемпионате Кубы и на домашнем международном турнире «Хиральдо Кордова Кардин». Попав в состав кубинской национальной сборной, выиграл также чемпионат Центральной Америки и Карибского бассейна, стал серебряным призёром Мемориала Феликса Штамма в Польше.
В 1986 году одержал победу на чемпионате Кубы, получил бронзу на Кубке химии в Галле, на Гран-при Усти в Чехословакии и на «Хиральдо Кордова Кардин».
На чемпионате Кубы 1987 года занял в легчайшем весе второе место, уступив в финале Арнальдо Месе. Был лучшим на чемпионате Центральной Америки и Карибского бассейна в Сан-Хосе.
Наиболее значимый результат в своей спортивной карьере показал в сезоне 1989 года, когда победил всех соперников на чемпионате мира в Москве, в частности в решающем финальном поединке взял верх над болгарином Серафимом Тодоровым.
В 1991 году победил на домашних Панамериканских играх в Гаване и стал серебряным призёром мирового первенства в Сиднее, где на сей раз проиграл в финале болгарину Тодорову.
Рассматривался в качестве основного кандидата на участие в летних Олимпийских играх 1992 года в Барселоне, однако в итоге в легчайшем весе на Игры поехал молодой Хоэль Касамайор, который впоследствии стал здесь олимпийским чемпионом.
В 1993 году Каррион поднялся в полулёгкую весовую категорию, отметился победой на Играх Центральной Америки и Карибского бассейна в Понсе, выиграл серебряную медаль на чемпионате мира в Тампере, где вновь потерпел поражение от Серафима Тодорова.
Боксировал на Играх доброй воли 1994 года в Санкт-Петербурге, откуда привёз награду серебряного достоинства, выигранную в легчайшем весе — в финале потерпел поражение от россиянина Владислава Антонова.
Один из последних значимых результатов в боксе показал в сезоне 1998 года, когда стал чемпионом Игр Центральной Америки и Карибского бассейна в Маракайбо.
В 2000 году получил бронзу в зачёте кубинского национального первенства, после чего принял решение завершить спортивную карьеру.